# Adolfo Coelho
Francisco Adolfo Coelho (født 15. januar 1847 i Coimbra, død 9. februar 1919 i Carcavelos) var en portugisisk filolog.
Coelho blev 1878 professor i sammenlignende sprogvidenskab i Lissabon og 1884 tillige bestyrer for en stor skole sammesteds. Han har udfoldet en rig og fortjenstfuld forfattervirksomhed som sprog- og sagnforsker og som pædagogisk skribent. Af hans filologiske skrifter er at anføre A lingua portugueza (1868), Origem da lingua portugueza (1870), Qustões da lingua portugueza (1874), A lingua portugueza, noções de glottologia geral e especial portugueza (1881, ny udgave 1888), Diccionario manual etymologico da lingua portugueza (1890). Til folklorestudierne 
henhører Contos populares portuguezes (1879) og Costumes e crenças (1880 ff.). Desuden har Coelho skrevet pædagogiske skrifter, som A questão do ensino, politiske og kritiske småskrifter og talrige afhandlinger og artikler af forskelligt indhold i portugisiske og udenlandske tidsskrifter. I 1875 begyndte han sammen med Teófilo Braga og Joaquim de Vasconcelos at udgive Bibliographia critica de historia e litteratura, men dette kritiske tidsskrift bestod ikke længe; og fra 1880 udgav han Revista d'ethnologia e de glottologia.